# Seznam srbskih smučarjev
Seznam srbskih smučarjev.

## Đ
- Marko Đorđević

## I
- Nevena Ignjatović

## J
- Maša Janković

## L
- Jelena Lolović

## M
- Nina Mandić

## S
- Marko Stevović

## V
- Marko Vukićević (slov.-srb.)